# Togos fotbollsförbund
Togos fotbollsförbund, officiellt Fédération Togolaise de Football, är ett specialidrottsförbund som organiserar fotbollen i Togo.
Förbundet grundades 1960 och gick med i Caf 1964. De anslöt sig till Fifa år 1964. Togos fotbollsförbund har sitt huvudkontor i staden Lomé.